# Costa de la Columbia Británica

Las tres grandes regiones de la Columbia Británica (rótulos en francés)

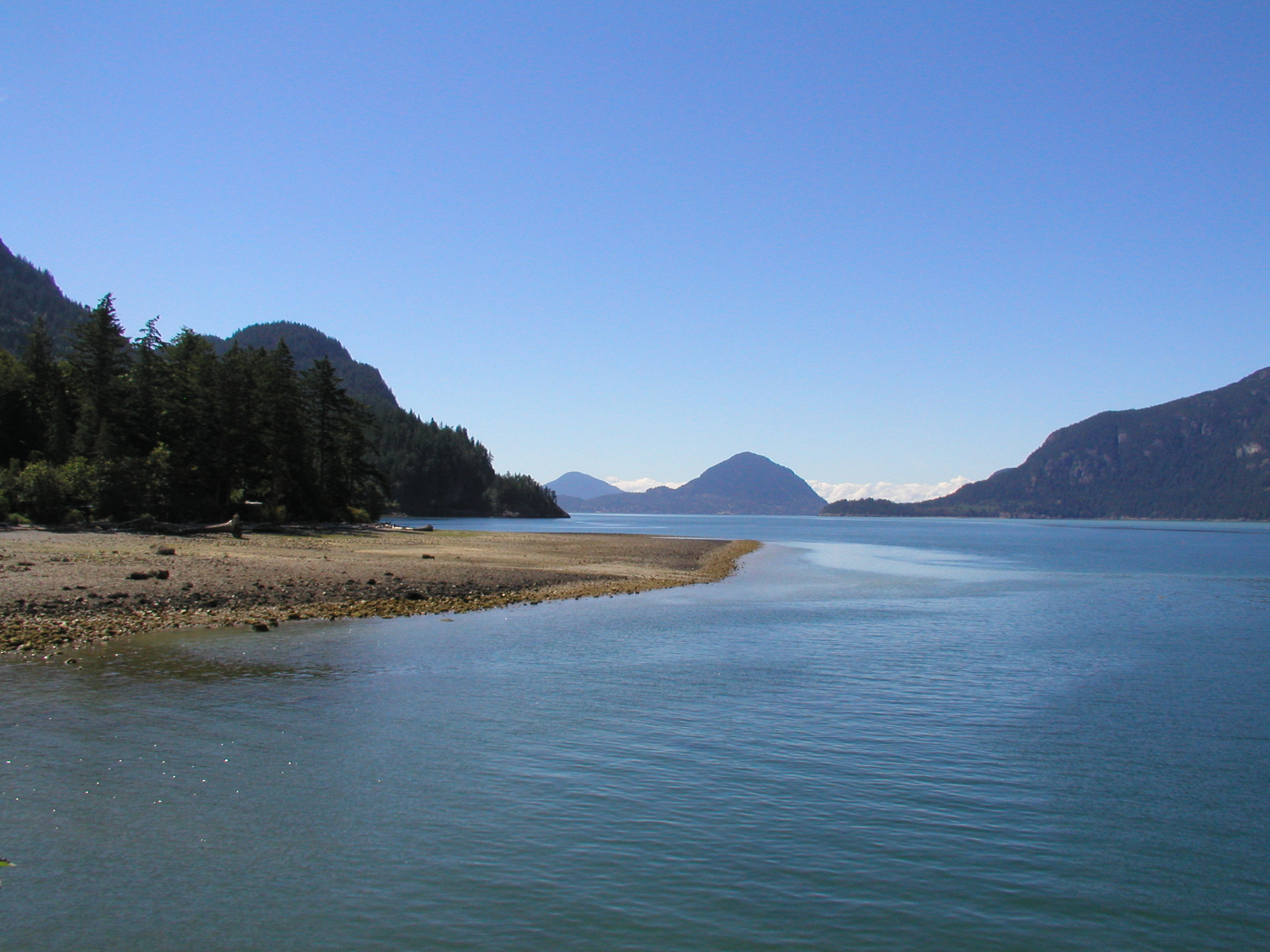
El Howe Sound, en la costa sur de costa BC

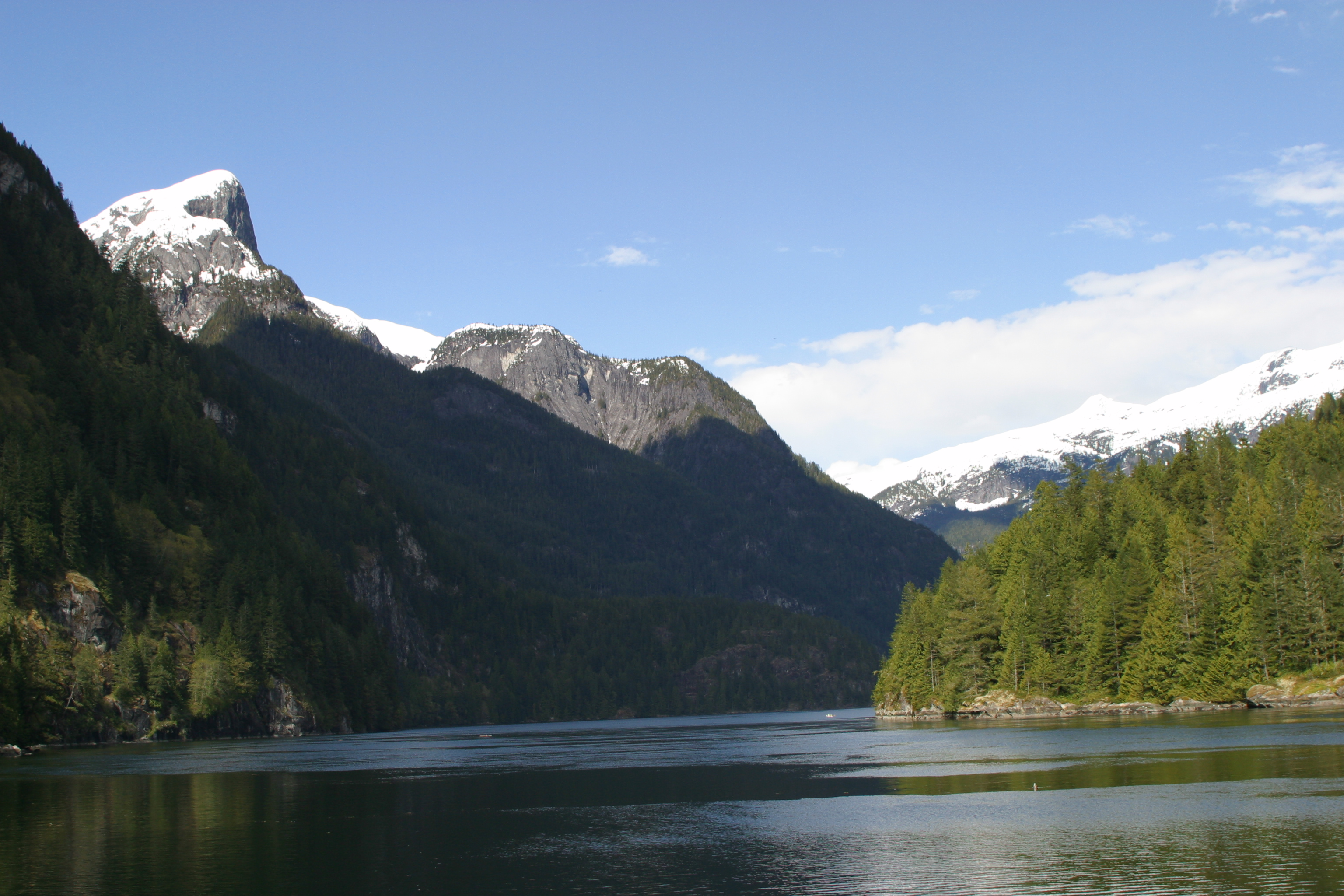
Princess Louisa Inlet, una de las ramas del Jervis Inlet

La costa de la Columbia Británica o costa BC o La Costa (del inglés: British Columbia Coast o BC Coast o The Cost) es como se conoce a la costa occidental continental de Canadá, un tramo de costa localizado frente al océano Pacífico. El uso es sinónimo del término costa Oeste de Canadá (West Coast of Canada).
En cierto sentido, excluyendo las zonas urbanas del Lower Mainland adyacentes a la frontera Canadá-Estados Unidos, que es considerada «La Costa» (The Coast), la costa de la Columbia Británica se refiere a una de las tres regiones principales de la Columbia Británica, siendo las otras dos el Lower Mainland y El Interior (The Interior).  La zona consiste en la franja de tierra situada al oeste de las Montañas Costeras, salvo la pequeña región continental más meridional alrededor de la ciudad de Vancouver, así como numerosas islas que bordean el litoral. La región sigue el litoral continental en la mitad sur de la provincia, mientras que la mitad norte está bordeada al oeste por el Panhandle de Alaska (la prolongación hacia el sur del estado de Alaska). La región es muy montañosa y boscosa, con un clima marítimo y húmedo.
La cordillera de la Costa se extiende más de 1.600 km y está recortada por numerosos fiordos espectaculares y constituye una barrera difícil de cruzar entre el océano Pacífico, al oeste, y el centro de la Columbia Británica, al este. Sólo tres cursos de agua importantes la franquean, el Fraser, el  Skeena  y el  Stikine.  Los valles de los ríos Skeena y Fraser permiten el paso de las dos únicas vías terrestres que unen la costa con El Interior.
La distancia aérea entre Victoria, en el estrecho de Juan de Fuca, hasta Stewart, en la frontera con Alaska, al inicio del canal de Portland, es de 965 km. Sin embargo, debido a sus muchos entrantes profundos y complicadas costas isleñas —hay 40.000 islas de diferentes tamaños, incluyendo la isla de Vancouver y las islas de la Reina Carlota— la longitud total de la costa de Columbia Británica tiene más de 25.725 km, que representan el 10% de la costa canadiense (que tiene 243.042 km[cita requerida]) La geografía del litoral, que es compartido con el Alaska Panhandle y las zonas adyacentes del noroeste del estado de Washington, es más comparable al de Noruega y su costa fuertemente sangrada por los fiordos, un paisaje también similar al que se encuentra en el sur de Chile.
Los accidentes dominantes de la costa BC son las montañas Insulares, una cadena montañosa que comprende la mayor parte de la isla de Vancouver y las islas de la Reina Carlota, y las montañas Costeras, que se extienden más allá hasta Alaska y el Yukon.
La costa de la Columbia Británica es toda ella parte de la ecorregión de bosques lluviosos templados del Pacífico, tal como es definida por el Fondo Mundial para la Naturaleza. En el sistema utilizado por Environment Canada, establecido por la Comisión para la Cooperación Ambiental (Commission for Environmental Cooperation, CEC), el área es definida como Ecozona Marítima del Pacífico. En el sistema de zonas geoclimáticas utilizado por el Ministerio de Bosques de la Columbia Británica, la mayor parte de la región comprende la zona biogeoclimática Hemlock occidental costera, aunque algunas pequeñas áreas que flanquean el estrecho de Georgia, en el extremo sur de la costa, se clasifican en la zona costera pino oregón.

## Entradas mayores
Los grandes fiordos de la costa de la Columbia Británica rivalizan con los noruegos en longitud y profundidad, pero tienen un paisaje con montañas aún más altas, con un sabor más alpino. Muchas de las montañas en alta mar son mucho mayores que las de la costa noruega, muchas lo suficientemente grandes como para tener fiordos importantes a su vez, así como cadenas montañosas propias. Esto es también, por supuesto, aún más cierto en las islas más grandes en alta mar, como la isla de Vancouver y Graham y Moresby en las islas de la Reina Carlota, que en conjunto forman las montañas Insulares, una cadena distinta a las montañas Costeras de la parte continental.
Aquí siguen los más importantes fiordos, inlets, estrechos y sounds, incluyendo los que son importantes por razones distintas a su tamaño, listados de sur a norte:
| - Burrard Inlet (Vancouver Harbour) - Indian Arm - Howe Sound - Jervis Inlet - Hotham Sound - Sechelt Inlet - Skookumchuck Narrows - Narrows Inlet - Salmon Inlet - Queens Reach - Princess Louisa Inlet - Princess Royal Reach - Prince of Wales Reach - Desolation Sound - Toba Inlet - Bute Inlet - estrecho de la Reina Carlota - Knight Inlet - Loughborough Inlet - Kingcome Inlet - Wakeman Sound - Seymour Inlet - Belize Inlet - Nugent Sound - Nenahimai Lagoon - Frederick Sound - canal Dean - canal Fisher - Fitz Hugh Sound - canal Burke - Kwatna Inlet - Bentinck Arm - South Bentinck Arm - North Bentinck Arm - canal Labouchere - Rivers Inlet | - canal Douglas - Kitimat Arm - canal Devastation - canal Gardner - Alan Reach - Europa Reach - Kiltuish Inlet - Barrie Reach - Whidbey Reach - Chief Matthews Bay - pasaje Verney - canal Ursula - pasaje Telegraph (estuario del río Skeena) - Prince Rupert Harbour Puerto de Prince Rupert - Work Channel (pron. "Wark"), backside of península de Tsimpsean - Portland Inlet - Khutzeymateen Inlet - canal de Portland - Observatory Inlet - Nass Bay (estuario del río Nass) - canal Pearse |

Las muchas vías fluviales semejantes a fiordos, entre la costa y las islas, y en el archipiélago, no pueden ser listadas completamente, y hay muchas otras más que no son tanto fiordos cuanto valles inundados, entre los que había picos montañosos hace muchos miles de años, cuando la costa estaba más baja.

## Principales vías navegables
La ruta de navegación a través de estas islas entre Vancouver y Prince Rupert, y entre Seattle, Washington, y Alaska, es conocida como Pasaje Interior (Inside Passage). Ha desempeñado un papel relevante en las relaciones EE. UU.-Canadá más de una vez, como en la fiebre del oro de Klondike a la guerra del salmón de la década de 1990.
Las principales y más largas vías navegables son:
| - estrecho de Georgia (también conocido como golfo de Georgia) - canal Sutil - Desolation Sound - estrecho de Johnstone - Robson Bight - pasaje Discovery - Seymour Narrows - canal Sutlej - canal Tribune - estrecho de la Reina Carlota - canal Grenville - Reina Carlota Sound - pasaje Hakai - estrecho de Hecate - entrada Dixon | En la isla de Vancouver - Alberni Inlet - Saanich Inlet - Cook Inlet - Clayoquot Sound - Barclay Sound - Kyuquot Sound - Nootka Sound - Quatsino Sound |

## Islas principales
| - isla de Vancouver - islas de la Reina Carlota - isla Graham - isla Moresby - isla Louise - isla Lyell - isla Kunghit - isla Porcher - isla Pitt - isla McCauley - isla Banks - isla Gil (canal de Douglas) - isla Gribbell (canal de Douglas) - isla Hawkesbury (canal de Douglas) - isla Princess Royal - isla Aristazabal - isla Price - isla Swindle - isla Campbell (localidad de Waglisla) - isla Denny (localidad de Bella Bella) - isla Hunter - isla King (canal de Dean) - isla Calvert - isla Caamano - isla Malcolm (Sointula) | - archipiélago Broughton - isla Broughton - isla Gilford Knight Inlet - islas West/East Cracroft Knight Inlet - isla Hardwicke estrecho de Johnstone - islas Discovery - isla East Thurlow - isla West Thurlow - isla Sonora - isla Maurelle - isla Read - isla Raza - isla Quadra - isla Cortes - isla East Redonda - isla West Redonda - isla Hernando - isla Stuart - islas Rendezvous - Islas Septentrionales del Golfo: - isla Savary - isla Texada - isla Lasqueti - isla Hornby - isla Denman |

La lista de arriba termina en el norte estrecho de Georgia, en un último grupo conocido islas del Golfo Septentrionales. Las islas del Golfo Meridionales son las siguientes:
- isla Gabriola
- isla Valdes
- isla Thetis
- isla Kuiper
- isla Saltspring
- isla Prevost
- isla Galiano
- isla Mayne
- isla North Pender
- isla South Pender
- isla Saturna
- isla Sidney
- isla James

Las islas del Golfo continúan hacia el sureste a través del estrecho de Haro como las islas de San Juan.
Las islas del Howe Sound se clasifican entre las islas meridionales del Golfo, pero indan con la parte continental en lugar de con la isla de Vancouver y suelen ser consideradas por separado. Son las siguientes:
- isla Bowen
- isla Gambier
- isla Anvil (isla Hat)
- isla Keats
- isla Bowyer

Las islas del estuario del río Fraser son las siguientes:
- isla Barnston (unincorporated agricultural community)
- isla Lulu (ciudad de  Richmond)
- isla Sea (YVR Vancouver Airport)
- isla Westham (wildfowl refuge)
- isla Iona (Vancouver sewage treatment plant)
- isla Deas (Hwy 99 tunnel beneath the Fraser)
- isla Annacis

## Historia
Algunas investigaciones de la década de 1990 han indicado que el litoral de la costa de la Columbia Británica en la Edad de Hielo estaba al menos 100 m más bajo que el nivel actual. Ese nivel de agua en la costa era tal que el estrecho de la Reina Carlota, que está entre los Haida Gwaii y el extremo norte de la isla de Vancouver, era una llanura costera, al igual que todos los estrechos interiores en ella, a excepción de aquellos que fueron valles montañosos. La arqueología subacuática ha mostrado la presencia de asentamientos humanos permanentes y otras actividades en esos 100 m sumergidos y la existencia en la Edad de Hielo de una planicie costera ha arrojado nueva luz sobre las poblaciones de la Edad de Hielo en América del Norte, así como la fuerte probabilidad de que esa área haya sido la principal ruta migratoria de (y tal vez hacia) Asia.
La fuerte sangría y el clima templado de la costa de la Columbia Británica han dado lugar a inevitables comparaciones con la predisposición geográfica para fomentar un aumento de los asentamientos humanos y la movilidad, así como el fomento de la cultura y el crecimiento demográfico en el Egeo, el mar de Irlanda /Hébridas y en el archipiélago danés y las contiguas costas escandinavas. La fecundidad natural del medio ambiente —rico en pescados y mariscos, caza y zonas verdes— combinada con la facilidad de los viajes (por agua) se ve en todos los casos (Columbia Británica, Dinamarca, Grecia) que ha generado una civilización dinámica y con talento. Y hay comparaciones que se pueden hacer entre el nivel artístico, político y social de los pueblos del Noroeste del Pacífico y los paganos de Escandinavia, Irlanda y los de la era Arcaica en Grecia.

## Pesquería
La pesquería de la costa del Pacífico Noroeste es legendaria, sobre todo por las numerosas migraciones del salmón y las culturas que se constituyeron en los cursos altos en toda la región. Las migraciones del salmón han disminuido mucho desde los años anteriores al contacto con los occidentales y el advenimiento de las conservas comerciales y, en última instancia, del agotamiento de las poblaciones por la pesca en alta mar.
Otros especies que son explotadas comercialmente son el fletán, arenque y huevas de arenque, erizo de mar y otra especialidad de sushis, merluza, eglefino, bacalao, cangrejo y mariscos.

## Navegación, ferries y vela
Los servicios regulares de pasajeros que operan en la costa de la Columbia Británica están dominadas por BC Ferries y Alaska State Ferries.
BC Ferries, una Corporation de la Corona de gestión privada, opera las principales salidas diarias entre la zona de Vancouver y la isla de Vancouver a través de tres rutas: Horseshoe Bay a Departure Bay, Tsawwassen, Columbia Británica a Swartz Bay, Columbia Británica, y Duke Point, Columbia Británica a Tsawwassen.
Hay decenas de pequeños transbordadores que operan rutas menores entre las islas del Golfo y el continente o la isla de Vancouver, así como en varios lagos en el interior donde no existen puentes. Otras rutas conectan Horseshoe Bay con la Sunshine Coast y la isla Bowen y la costa inferior Sunshine con la sección de Powell River de esa costa más al noroeste. Desde allí, un ferry opera hasta Comox.
BC Ferries opera también una ruta desde Prince Rupert hasta  Masset, en Haida Gwaii, así como una importante ruta en el Pasaje Interior desde Port Hardy, en el norte de la isla de Vancouver, a Prince Rupert y, en temporada de verano, desde Port Hardy hasta Bella Coola, vía varias pequeñas comunidades costeras intermedias.
A su vez, la compañía Alaska State Ferries opera servicios regulares desde  Bellingham, Washington  a  Ketchikan, Wrangell, Sitka, Juneau, Skagway, Haines  y otros puertos menores de escala en el Alaska Panhandle. Alaska State Ferries también opera un buque desde Prince Rupert  a Ketchikan y otros puertos del Panhandle.
Otros servicios regulares de pasajeros están a cargo de varias empresas navieras pequeñas y compañías de taxis acuáticos.
Algunos servicios de pasajeros no regulares incluyen todas las líneas de crucero más importantes y diversos sharters de la artesanía de lujo, así como lanzaderas hacia y desde los centros turísticos costeros.
El Puerto de Vancouver es el puerto más grande de la navegación comercial en el Pacífico Noroeste y en Canadá, y es el más grande en la costa Oeste de Norteamérica por toneladas métricas de carga total, con 76,5 millones de toneladas métricas y es el quinto mayor puerto en Norteamérica en general.

## Comunidades costeras
| - Costa Norte - Stewart - Prince Rupert - Terrace - Masset - Queen Charlotte City - Kitimat - Kemano - Port Edward - Lax Kw'alaams (Port Simpson) - Gingolx (Kincolith) - Anyox(Columbia Británica) (ciudad fantasma) - Costa Central - Ocean Falls - Bella Bella - Waglisla - Namu - Rivers Inlet - Butedale - Hartley Bay - Bella Coola - Norte de la isla de Vancouver-estrecho de la reina Carlota - Mamalilaculla - Alert Bay(Columbia Británica) - Port McNeill - Telegraph Cove - Port Hardy - Sointula - Kelsey Bay - Sayward - Sunshine Coast - Powell River - Sechelt - Madeira Park - Gibsons - Earls Cove - Saltery Bay - Lund - Roberts Creek - Islas del Golfo Septentrionales: - Whaletown (isla Cortes) - Lasqueti Island (no town) - isla Quadra - isla Cortes | - Isla de Vancouver - estrecho de Georgia - Campbell River - Courtenay-Comox - Qualicum Beach - Parksville - Nanaimo - Ladysmith - Chemainus - Duncan, Columbia Británica y Cowichan Valley - Crofton - Cobble Hill - Shawnigan Lake - Bamberton - Mill Bay - Costa occidental de la isla de Vancouver - Holberg - Kyuquo - Gold River - Port Alice - Tofino - Ucluelet - Port Alberni - Sarita - Bamfield - Port Renfrew - River Jordan - Tahsis - Zeballos - Greater Victoria - Greater Victoria Core Municipalities - Saanich - Victoria - Oak Bay - Esquimalt - Western Communities - Greater Victoria West - Sooke - Metchosin - Langford - Colwood - Saanich Peninsula - Greater Victoria North - Brentwood Bay - Sidney - Islas del Golfo Meridionales - Saltspring Island - Ganges - Fulford Harbour - Vesuvius Bay - Greater Vancouver - Puget Sound y estrecho de Juan de Fuca - Alaska Panhandle |

## Primeras Naciones costeras
Las tribus de las Primeras Naciones del Panhandle de Alaska y del estrecho de Georgia - Puget Sound se incluyen porque son parte de la misma ecúmene cultural e histórica. Los pueblos extintos no están incluidos.
| - T'sou-ke (Sooke) - Beecher Bay - Pauquachin - Nanoose - Halalt - Esquimalt - Songhees (Esquimalt-Victoria) - Tsartlip (península de Saanich) - Tsawout (península de Saanich) - Klallam (now in WA only but historically also in Greater Victoria/Gulf Islands) - Lummi (Whatcom County) - Noxws'a7aq (Nooksack people, Whatcom County) - Twana (Skokomish) - Suguamish - Comox - K'omoks (Island Comox) - Homalhco (Toba Inlet) (Mainland Comox) - Sliammon (península de Malaspina /upper Sunshine Coast) (Mainland Comox) - Klahoose First Nation (Mainland Comox) - Nuu-chah-nulth (costa Oeste de la isla de Vancouver) - Pacheedaht - Ditidaht - Makah - Stó:lō - Sts'Ailes (Chehalis) - Musqueam - Tsleil-Waututh (Burrard) - Tsawwassen - Sḵwx̱wú7mesh (Squamish people, Squamish and North Vancouver - Shishalh—Sechelt and lower Sunshine Coast | - Semiahmoo - Penelakut - Lyackson - Malahat - Cowichan peoples - Kwakwaka'wakw estrecho de Johnstone—estrecho de la Reina Carlota - Laich-kwil-tach (Southern Kwakiutl)—(Weiwaikai on Quadra Island and Weiwaikum in Campbell River), plus the Kwiakah; known historically as the Euclataws or Yucultas - Kwagu'ł (Fort Rupert) - Mamalilikala (Village Island) - 'Namgis (Nimpkish-Cheslakees, Alert Bay, Nimpkish River) - Ławit'sis (Tlowitsis) - A'wa'et'ala (Knight Inlet) - Da'naxda'xw (Tanakteuk:New Vancouver, Harbledown Island) - Ma'amtagila - Dzawada'enuxw (Tsawataineuk, Kingcome Inlet) - Kwikwasut'inuxw (Kwicksutaineuk, Gilford Island) - Gwawa'enuxw (Gwawaenuk - Hopetown, Watson Island) - Haxwa'mis (Ah-kwa-mish - Wakeman Sound) - 'Nak'waxda'xwNakoaktok - Blunden Harbour) - Gwa'sala (Smith Inlet) - Gusgimukw (Koskimo - Quatsino Sound) - Gwat'sinuxw (Quatsino - Winter Harbour, Quatsino Sound) - T'lat'lasikwala (Hope Island) - Nahwitti (Cape Scott - extinct) - Heiltsuk - Xaixais - Wuikinuxv (aka Owekeeno people, Rivers Inlet) - Haisla - Kitasoo - Kitamaat - Nuxálk (Bella Coola and King Island) - Tsimshian - Haida - Nisga'a - Tlingit - Tsetsaut (extinct) |

## Parques y preservas
| - isla de Vancouver - Clayoquot Sound - Meares Island - Broken Islands Group (Barclay Sound) - estrecho de Georgia-estrecho de Johnstone - Robson Bight - Desolation Sound - Puget Sound-estrecho de Juan de Fuca | - Costa Central - Great Bear Rainforest - King Island - Costa Norte - Kitlope River - Khutzeymateen River |

## Resorts y alojamientos pesqueros
- Yellow Point Lodge, Nanaimo
- Painter's Lodge, Desolation Sound